# Bořkov
Bořkov (německy Borkow) je vesnice, část obce Slaná v okrese Semily v Libereckém kraji. Evidenční část Bořkov se skládá ze základních sídelních jednotek Bořkov a Blaživky. Nachází se asi jeden kilometry východně od Slané. Silnice II/289 se ve vsi napojuje na silnici II/283.
Bořkov je také název katastrálního území o rozloze 3,29 km².

## Historie
První písemná zmínka o vesnici pochází z roku 1542.

## Pamětihodnosti
- Venkovská usedlost čp. 45